# Gumós sarkantyúka
A gumós sarkantyúka (Tropaeolum tuberosum) (mashua az egyik leggyakoribb köznapi elnevezése, de ezenkívül még sokféle elnevezése van - lásd szinonímák felsorolásánál) egy virágos növény faj a Tropaeolaceae családból. Dél-Amerikában őshonos, elterjedésének centruma az északi Andok. Van mezőgazdasági hasznosítása is, bár mennyisége jelentéktelen más terményekhez képest. Főleg Peruban és Bolíviában termesztik, kisebb területeken pedig Ecuadorban és Kolumbia Boyacá megyéjében. Az őslakosság fogyasztja elsősorban az ehető gumókat, melyet megfőznek vagy megsütnek. A gumós sarkantyúka lágyszárú évelő kúszó növény, azaz lágyszárú hajtása évente elszárad a növekedési fázis végén, de a gumókban áttelel és a következő évben abból újra kihajt. Átlagosan 2-4 m magasra nő. Rokona a kerti sarkantyúkának mely kedvelt dísznövény.

## Mezőgazdasági felhasználás
A gumós sarkantyúka erőteljes növekedésű növény és a gyengébb talajokon is jól fejlődik, kiváló a gyomelnyomó képessége. Jól alkalmazkodik a magashegyi körülményekhez és magas termésekre képes rossz körülmények között is; 30 t/ha termést is produkál 3000 méterrel a tengerszint felett, de kísérleti körülmények között 70 t/ha-os eredményt is mértek. Kiváló rezisztenciával rendelkezik a rovar, fonálféreg és bakteriális kártevőkkel szemben, melynek hátterében a növény magas izotiocianát tartalma áll. Habár a gumós sarkantyúka domesztikált faj, mégis képes a fejlődni, szaporodni a szántóföldeken kívül is jó ellenállóképessége és erőteljes növekedése miatt. Kolumbiában a burgonya földeken mint a rovar kártevőket távol tartó (repellens) növényt ültetik, így mérsékelve a rovarkártételt a burgonyatermesztésben.

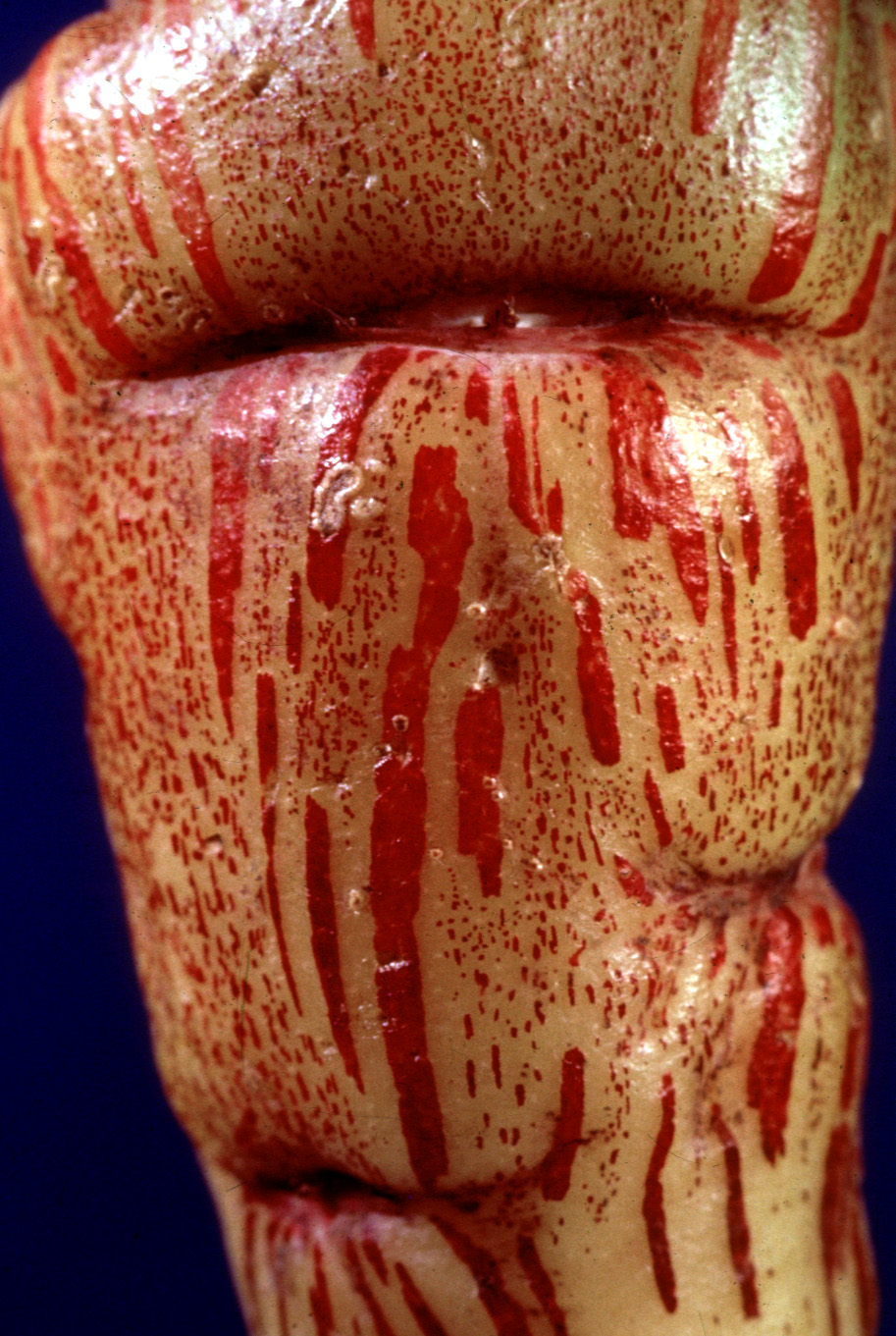
népszerű perui gumós sarkantyúka változat mely a Yawar Wagay nevet viseli, ami "vért könnyezőt" jelent

## Gumós sarkantyúka mint táplálék
A gumóknak nagyon erős, kellemetlen csípős íze van nyersen (hasonló a tormáéhoz), de ez főzés során megszűnik. A gumók a teljes növényi biomassza 75%-át teszi ki szárazanyagban mérve (gabonaféléknél a termés kb. 40%-a a teljes növényi tömegnek).[forrás?].
A gumós sarkantyúka népszerűségét a kellemetlen íze és anafrodiziákum (lásd orvosi felhasználását) hatása csökkenti. Az őslakosság körében mégis nagy népszerűségnek örvend, az aratási időszakban a szántóföld szélén épített kemencékben sütik meg a gumókat és csemegeként fogyasztják. Sőt a nyers gumókat is használják saláták ízesítésére, mivel a csípős íze pikánssá teszi az ételt.

Virágzó gumós sarkantyúka Quito közelében, Ecuador, 1990

## Dísznövényként történő felhasználása
Habár őshazájában elsősorban élelmezési célból termesztik a gumós sarkantyúkát a mérsékelt éghajlati zónában dísznövényként terjedt el. Nyár végén, ősszel megjelenő színes virágai és futónövény habitusa miatt kedvelt a kertészek körében. Szirmai élénk sárgák, míg a csészelevelek narancssárga-vörös színűek. Fagyra érzékeny ezért a téli időszakban szükséges a védelme takarással vagy a gumók kiásásával és fagymentes helyen történő teleltetésével. Vannak kertészeti, nemesített változatai is, a T. tuberosum var. lineamaculatum 'Ken Aslet' nevű változat elnyerte a Royal Horticultural Society (Királyi Kertészeti Szövetség) Garden Merit díját.

## Orvosi felhasználás
A gumós sarkantyúkának anafrodiziákum hatást tulajdonítanak.  A spanyol hódítás idejéből egy Cobo nevezetű krónikás jegyezte fel, hogy a nagy inka uralkodó gumós sarkantyúkát etetett a katonáival, hogy "elfelejtsék a feleségeiket".  Hím patkányoknál megfigyelték, hogy gumós sarkantyúkát etetve az állatokkal a tesztoszteron szintjük 45%-kal csökkent, a kutatók ezt a jelenséget a gumók izotiocianát tartalmával magyarázták.

## Fordítás
Ez a szócikk részben vagy egészben  a   Tropaeolum_tuberosum című angol Wikipédia-szócikk ezen változatának fordításán alapul.  Az eredeti cikk szerkesztőit annak laptörténete sorolja fel. Ez a jelzés csupán a megfogalmazás eredetét és a szerzői jogokat jelzi, nem szolgál a cikkben szereplő információk forrásmegjelöléseként.